# Walter Bobbie
Walter Bobbie (n. 18 noiembrie 1945, Scranton, Pennsylvania, SUA) este un regizor, coregraf, și ocazional actor și dansator american. Bobbie a regizat musicaluri și piese de teatru pe Broadway și în afara sa. Este cunoscut pentru musicalul Chicago, pentru care a primit un premiu Tony în 1997.

## Biografie

### Viața timpurie
Bobbie s-a născut în Scranton, Pennsylvania. El a urmat cursurile Universității din Scranton și a absolvit Universitatea Catolică din America. Familia lui era formată din polonezi romano-catolici. Tatăl său a fost miner.

## Legături externe
- en Walter Bobbie la Internet Broadway Database
- Walter Bobbie Arhivat în 1 martie 2017, la Wayback Machine. at Internet Off-Broadway Database
- Walter Bobbie la Internet Movie Database
- Walter Bobbie la Allmovie